# كومايه (طوكيو)
مدينة كومايه (باليابانية: 狛江市 كومايه-شي) هي مدينة تقع في طوكيو، اليابان. وهي واحدة من 30 مدينة في غرب العاصمة طوكيو تشكل ما يسمى بمنطقة تاما.
في عام 2006، وصل التعداد السكاني للمدينة إلى 78,368 نسمة والكثافة السكانية 12,159 نسمة في الكيلومتر مربع، والمساحة الإجمالية 6.39 كم مربع. وهي تعتبر أصغر مدينة في طوكيو من حيث المساحة وعدد السكان، وثالث أكثر مدينة كثافة في اليابان بعد الأحياء الـ23 في العاصمة طوكيو. تم تأسيس المدينة في الأول من أكتوبر 1970. يمر نهر تاما في الحدود الجنوبية للمدينة حيث يفصلها عن محافظة كاناغاوا.

## تاريخ
تم تأسيس كومايه كقرية زراعية في عام 1889. في عام 1893 تم نقلها من محافظة كاناغاوا إلى محافظة طوكيو. تم بناء خط أوداكيو للقطارات ليمر في كومايه عام 1926 الذي يصلها مع شينجوكو. تم ترقية كومايه إلى بلدة في عام 1952، ومن ثم إلى مدينة في 1 أكتوبر 1970.

## حكومة محلية
يضم مجلس حكومة كومايه 22 عضو منتخب. عمدة المدينة الحالي هو يوتاكا يانو من الحزب الشيوعي الياباني.

## جغرافيا
تحاط مدينة كومايه بنهر تاما من الجنوب الغربي، ونهر نوغاوا من الشمال والشرق، حيث يجري عند حدود المدينة مع تشوفو وسيتاغايا. أرض المدينة مستوي تقريباً وتقع حدودها ضمن دائرة نصف قطرها 2 كم يتمركز فيها مبنى مجلس المدينة قريباً من محطة كومايه.
يتم الوصول للمدينة غالباً عن طريق محطات كومايه، كيتامي، وإيزومي تاماغاوا على خط أوداكيو أوداوارا. كما من الممكن الوصول للمناطق الشمالية للمدينة باستخدام خط كيئو في المحطات الواقعة ضمن مدينة تشوفو.

## التعليم
يوجد مدارس ابتدائية وإعدادية في المدينة. كما يوجد مدرسة ثانوية تتبع لمجلس تعليم محافظة طوكيو.

## وصلات خارجية
- موقع مدينة كومايه باللغة اليابانية